# Tethocyathus virgatus
Tethocyathus virgatus är en korallart som först beskrevs av Alcock 1902.  Tethocyathus virgatus ingår i släktet Tethocyathus och familjen Caryophylliidae. Inga underarter finns listade i Catalogue of Life.